# Dresden (Schiff, 1958)
Das Motorschiff Dresden ist die einzige erhaltene Einheit der Bauserie Typ IV des VEB Deutsche Seereederei Rostock und wird seit 1970 als Museumsschiff genutzt.
Die Dresden wurde 1956/57 auf der Warnowwerft gebaut. Sie war das fünfte Schiff der Baureihe Typ IV, der ersten Serie von 10.000-Tonnen-Stückgut-Frachtern, die auf Werften der DDR gebaut wurde. Da das erste Schiff dieser Serie auf den Namen Frieden (Indienststellung Juni 1957) getauft wurde, war die fünfzehn Neubauten umfassende Serie auch als Typ Frieden bekannt. Am 27. Juli 1958 wurde das Schiff an die Deutsche Seereederei übergeben und fuhr bis 1969 im Liniendienst nach Ostasien, Indonesien, Afrika, Indien und Lateinamerika.

## Geschichte
Die spätere Dresden lief am 4. Juli 1957 als Fréden noch mit schwarzem Rumpfanstrich für die schwedische Lauter Shipping AB mit Sitz in Stockholm vom Stapel. Das Schiff sollte im Rahmen eines sogenannten Bartergeschäftes bezahlt werden. Ein schwedisches Unternehmen wurde beauftragt, 10.000 Tonnen Walzstahl in die DDR zu liefern. Auf der am Ausrüstungskai liegenden Fréden brach im Juli ein Brand, verursacht durch Schweißarbeiten, aus. Der Brand war schwer unter Kontrolle zu bringen. Einige Stahlplatten und Bauteile mussten aufgrund der Beschädigungen ausgetauscht werden. Bis November 1957 sollte der schwedische Auftraggeber den Kaufpreis von ca. 27,6 Millionen DM (West) realisieren, was ihm nicht gelang. Das Schiff wurde darauf im Auftrag von DSR weitergebaut und fertiggestellt. Mit inzwischen grauem Anstrich fand am 26. Juli 1958 die Abnahmefahrt statt und einen Tag später von der VEB Warnowwerft, Warnemünde mit der Baunummer 1305 an den VEB Deutsche Seereederei Rostock übergeben und als Dresden in Fahrt gebracht.

## Traditionsschiff Typ Frieden
Nach erheblichen Defekten der Maschinenanlage, die unverhältnismäßig hohe Reparaturkosten verursacht hätten, wurde das Schiff 1969 außer Dienst gestellt und am 13. Juni 1970 als „Schiffbaumuseum Rostock“ eröffnet. Ein Bereich des Schiffes diente in den 1970er und 1980er Jahren als Jugendtourist-Hotel.
Heute ist die Dresden Bestandteil des Rostocker Schiffbau- und Schifffahrtsmuseums im IGA-Park und bietet umfangreiche Ausstellungen zur Schiffbaugeschichte. Vermittelt werden weiterhin Themen Schiffbau in der DDR, DDR-Hochseefischerei, Geschichte des Rostocker Hafens und der NS-Flugzeugindustrie, Betriebsabläufe einer Werft und zur Geschichte des Seefunkwesens und der Navigation. Weiter ist eine Sammlung verschiedenartiger Schiffsantriebsmaschinen zu sehen. Viele im Original erhaltene Räume (Maschinenraum, Kommandobrücke, Funkstation, Schiffshospital und Mannschaftskabinen) vermitteln einen Eindruck von der Seefahrt in den 1950/60er Jahren. Jährlich besuchen 40.000 bis 45.000 Menschen die Dresden.

## Bilder

Dresden
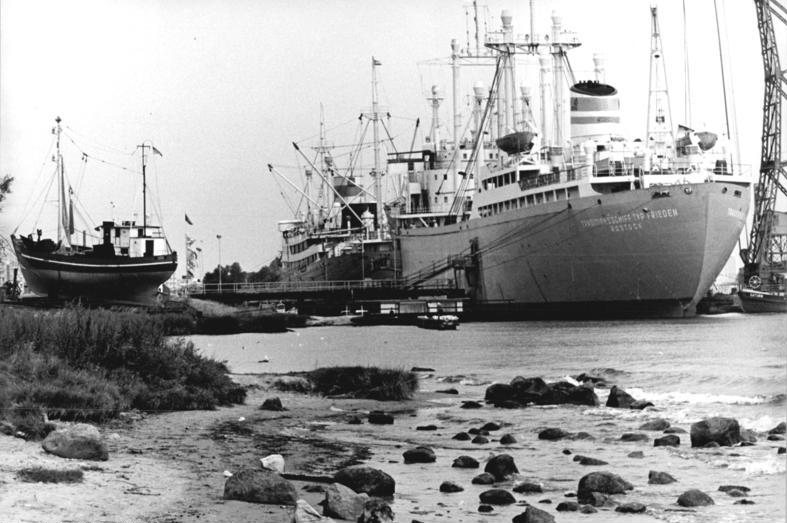
Foto von 1982
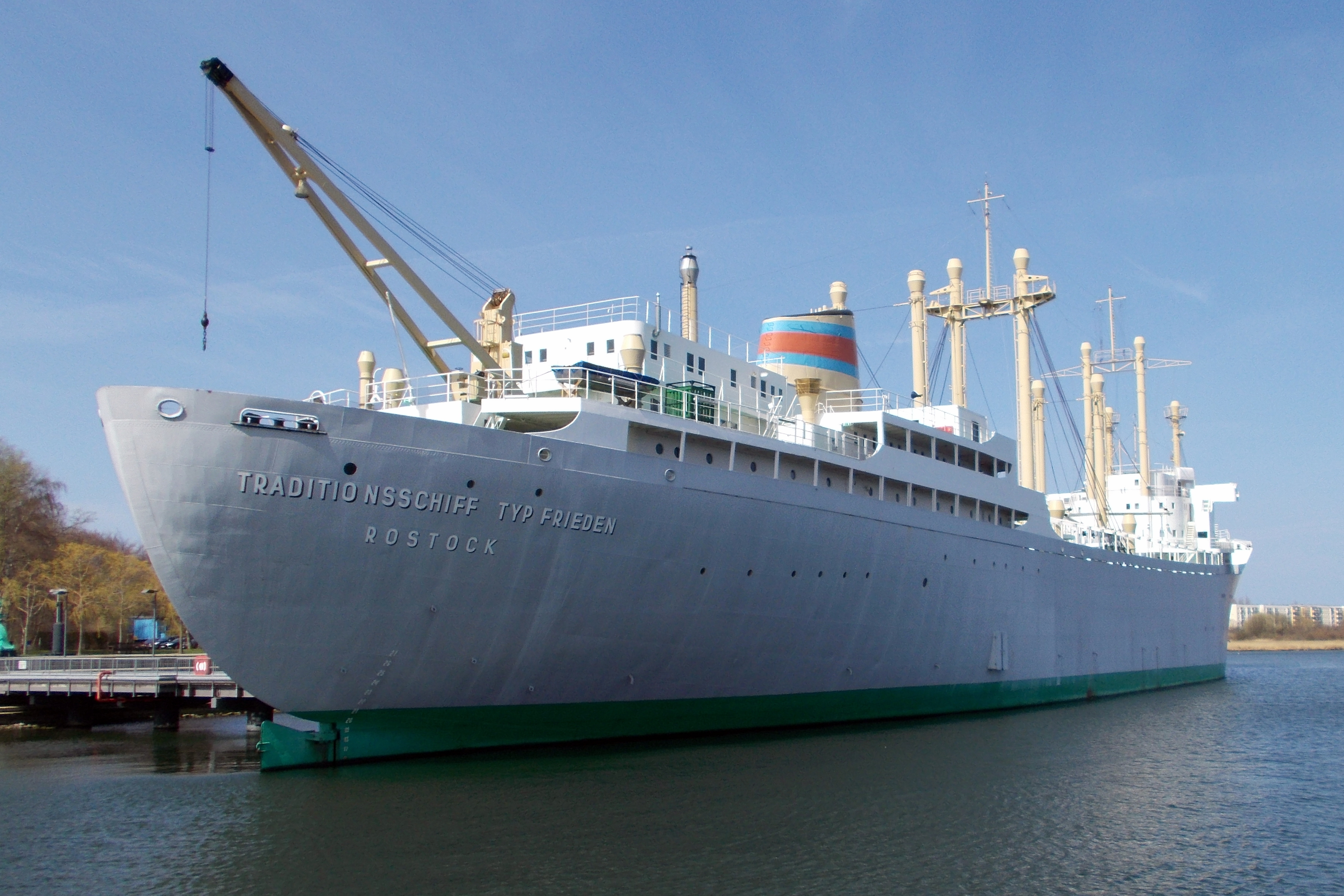
Heckansicht, 2013
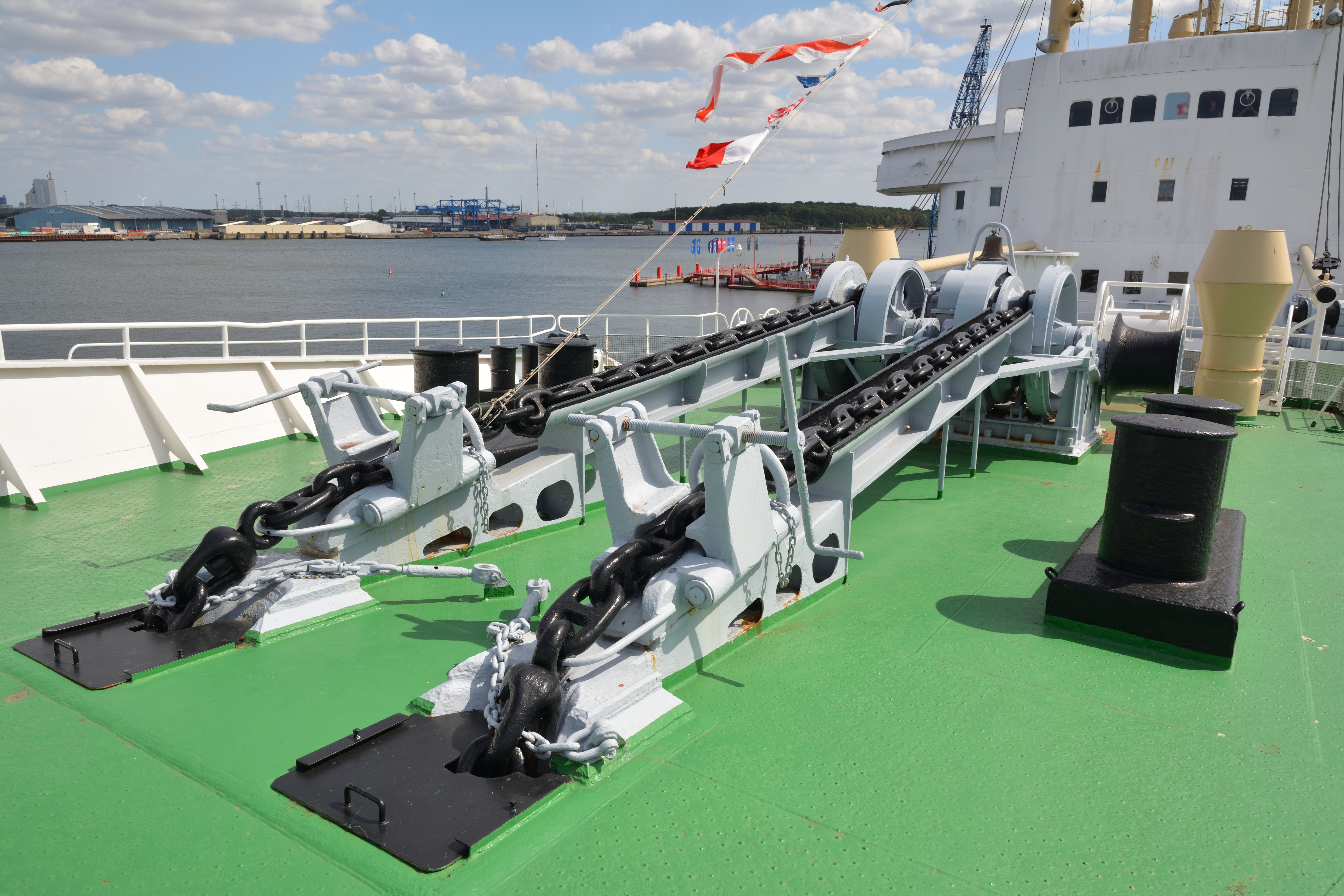
Vorschiff 2019
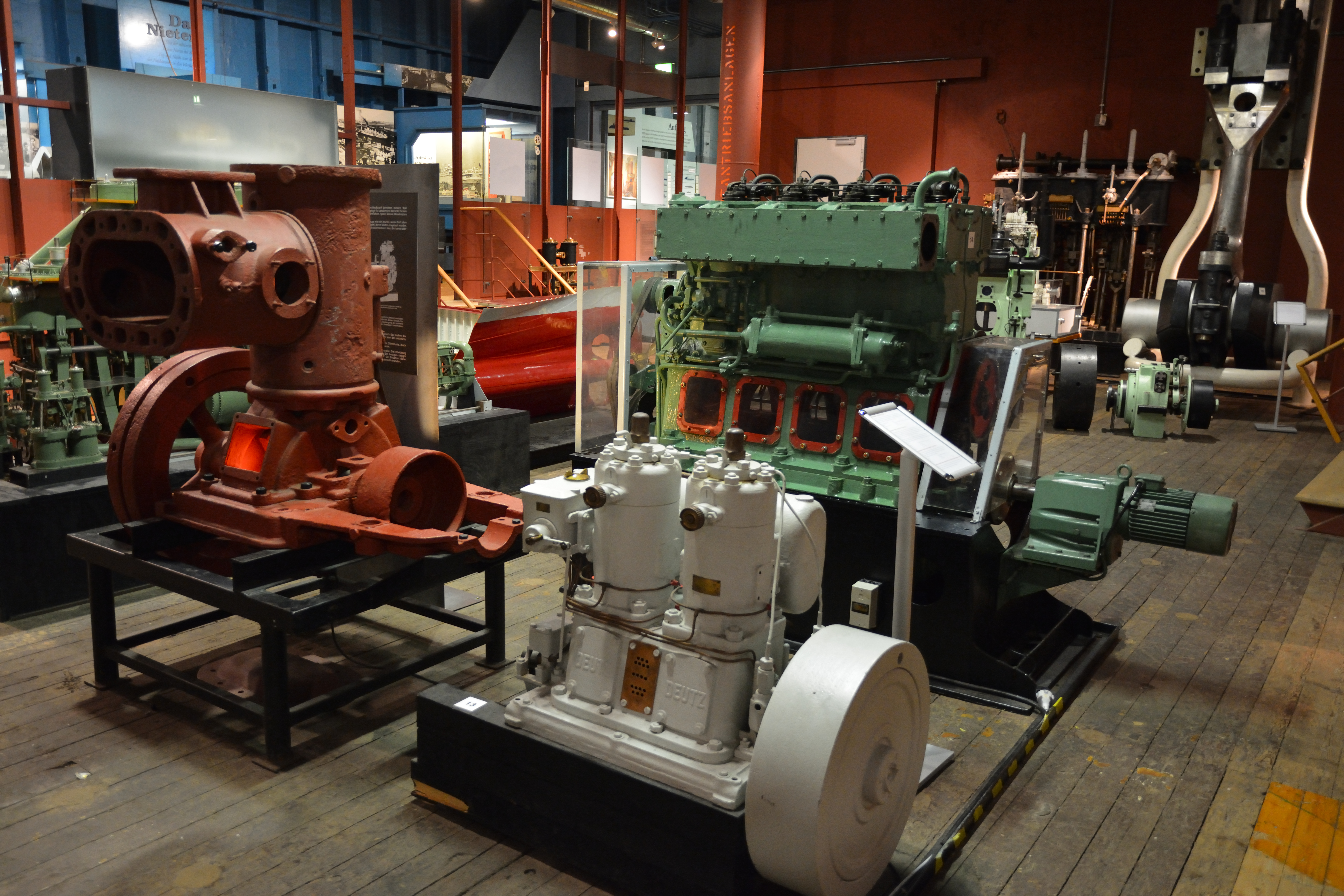
Blick in die Ausstellung
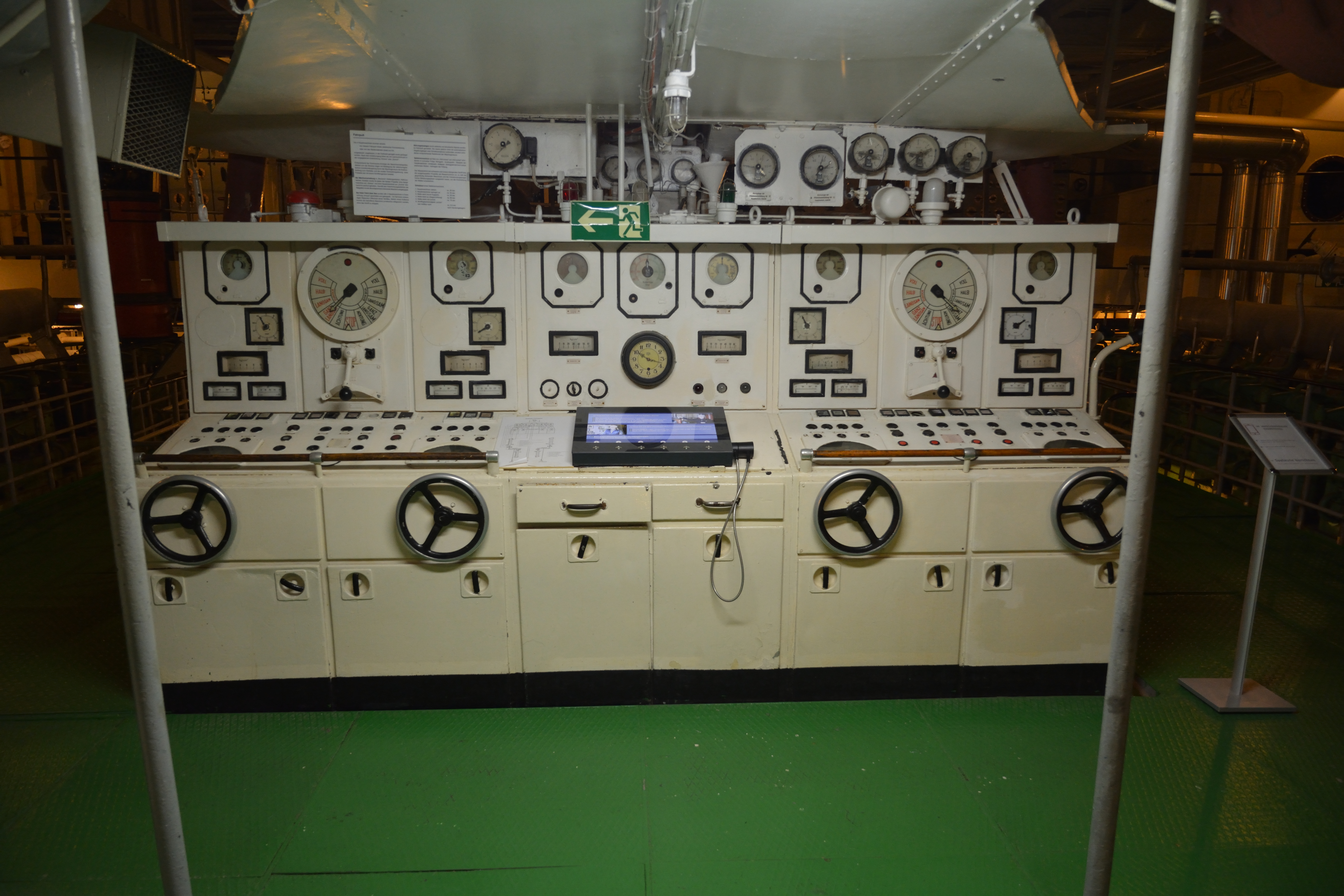
Maschinenleitstand
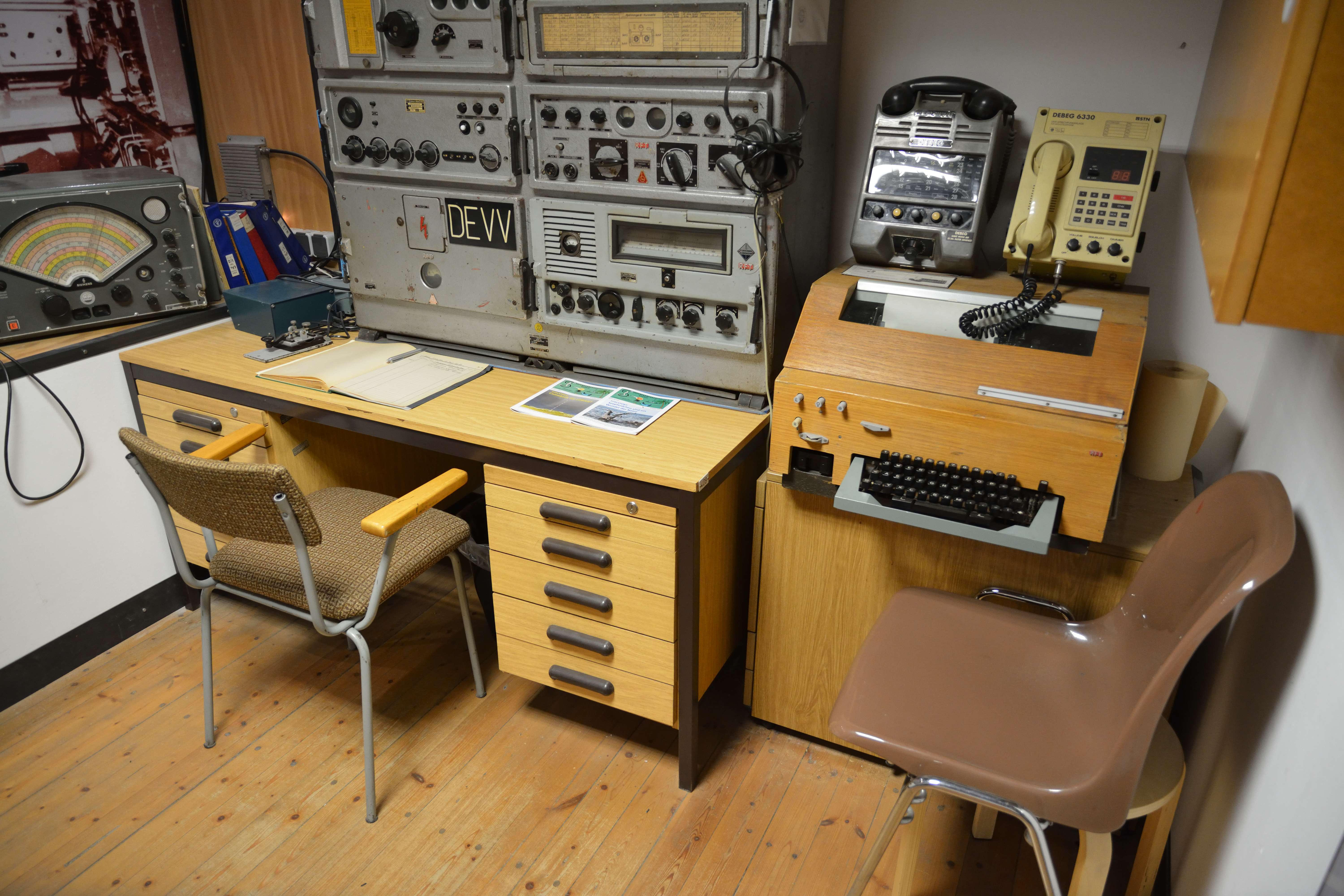
Funkbude